# Jokja
Jokja is een bestuurslaag in het regentschap Nagan Raya van de provincie Atjeh, Indonesië. Jokja telt 972 inwoners (volkstelling 2010).